# سيسافان (أرارات)
مدينة سيسافان (بالأرمينية:Սիսավան) (بالإنجليزية: Sisavan)‏ هي إحدى المدن التابعة لمقاطعة أرارات في أرمينيا. يقدر عدد سكانها بـ 2287 نسمة حسب الإحصاء الذي جرى عام 2011.